# サン＝ジャン＝ド＝モーリエンヌ
サン＝ジャン＝ド＝モーリエンヌ （Saint-Jean-de-Maurienne）は、フランス、オーヴェルニュ＝ローヌ＝アルプ地域圏、サヴォワ県のコミューン。

## 地理
サン＝ジャン＝ド＝モーリエンヌは、アルヴ谷に源を発するアルヴァン川が、モーリエンヌ谷をかたどるボウ川と合流する地点にある。
峠の登り口としても有名であり、南西側にクロワ・ド・フェール峠、南東側にガリビエ峠が存在する。

## 歴史
サン＝ジャン＝ド＝モーリエンヌは、6世紀以降モーリエンヌ谷の中心地であった。聖テクルがアレクサンドリアから、洗礼者ヨハネのものとされる聖遺物（3本の指）をもたらした（現在、コミューンの紋章にも描かれている）。同様に、刃物メーカー・オピネルのロゴも、この3本の指を表している。町はクローヴィス1世の息子グントラムによって、司教座の町の列に加えられた。
753年、カール・マルテルの子グリフォンが、異母兄ピピン3世最大の敵であるロンゴバルド族の王アイストルフ（fr）と合流するためイタリアを訪れようとしたが、ピピンの手の者によってサン＝ジャン＝ド＝モーリエンヌで殺害された。
10世紀後半にモーリエンヌで生まれたウンベルト1世ビアンカマーノは、サヴォワ伯の称号を得、サヴォイア家の始祖となった（その末裔はサヴォイア公国・サルデーニャ王国・イタリア王国の君主となる）。1048年（1047年説もある）に没したウンベルト1世は、サン＝ジャン＝ド＝モーリエンヌのカテドラルに葬られている。

## 姉妹都市
- ジャヴェーノ、イタリア
- バート・ヴィルドゥンゲン、ドイツ
- ドゾロ、トーゴ
- テッサリト、マリ共和国

## 出身者
- ピエール・バルマン - ファッションデザイナー
- ジャン＝バティスト・グランジュ - アルペン・スキー選手